# بنجامین تیلور
بنجامین تیلور (به انگلیسی: Benjamin Swift) سناتور سابق عضو حزب ملی جمهوری‌خواه بود. وی در سال ۱۸۳۳ تا ۱۸۳۹ میلادی سناتور ایالت ورمانت در سنای ایالات متحده آمریکا بود.